# Campeonato da Oceania de Marcha Atlética
O Campeonato da Oceania de Marcha Atlética (em inglês: Oceania Race Walking Championships) é uma competição anual de marcha atlética organizada pela Associação de Atletismo da Oceania (AAO) para países membros e não membros da associação. Teve sua edição inaugural em 2011 contando com corridas masculinas e femininas na categoria sênior (20 km) e júnior (10 km). Todos os eventos são realizados em conjunto com o Campeonato Australiano de Marcha Atlética, sendo a categoria sênior (20 km) fazendo parte do IAAF Race Walking Challenge. 

## Edições celebradas
| Edição | Ano   | Cidade   | País      | Data            |
| ------ | ----- | -------- | --------- | --------------- |
| 1º     | 20011 | Hobart   | Austrália | 19 de fevereiro |
| 2º     | 20012 | Hobart   | Austrália | 25 de fevereiro |
| 3º     | 20013 | Hobart   | Austrália | 24 de fevereiro |
| 4º     | 20014 | Hobart   | Austrália | 2 de fevereiro  |
| 5º     | 20015 | Adelaide | Austrália | 22 de fevereiro |
| 6º     | 20016 | Adelaide | Austrália | 21 de fevereiro |
| 7º     | 20017 | Adelaide | Austrália | 19 de fevereiro |
| 8º     | 20018 | Adelaide | Austrália | 11 de fevereiro |

## Resultados
Os resultados completos pode ser encontrado na IAAF,  na AAO,  e no site da Athletics Australia.  Os resultados para os juniores podem ser encontrados no site da história mundial do atletismo júnior. 

### Masculino sênior (20 km)
| Ano     | Ouro                        | Ouro    | Prata                           | Prata   | Bronze                      | Bronze  |
| ------- | --------------------------- | ------- | ------------------------------- | ------- | --------------------------- | ------- |
| 2011    | Jared Tallent · Austrália   | 1:20:19 | Luke Adams · Austrália          | 1:21:00 | Adam Rutter · Austrália     | 1:22:25 |
| 20121.) | Jared Tallent · Austrália   | 1:23:01 | Cristopher Erickson · Austrália | 1:24:12 | Adam Rutter · Austrália     | 1:26:04 |
| 2013    | Jared Tallent · Austrália   | 1:22:10 | Dane Bird-Smith · Austrália     | 1:22:27 | Luke Adams · Austrália      | 1:23:48 |
| 2014    | Dane Bird-Smith · Austrália | 1:22:39 | Chris Erickson · Austrália      | 1:25:23 | Rhydian Cowley · Austrália  | 1:26:49 |
| 2015    | Jared Tallent · Austrália   | 1:24:05 | Quentin Rew · Nova Zelândia     | 1:25:22 | Chris Erickson · Austrália  | 1:25:42 |
| 2016    | Dane Bird-Smith · Austrália | 1:20:04 | Lebogang Shange · África do Sul | 1:20:06 | Rhydian Cowley · Austrália  | 1:22:07 |
| 2017    | Dane Bird-Smith · Austrália | 1:19:37 | Lebogang Shange · África do Sul | 1:21:00 | Quentin Rew · Nova Zelândia | 1:21:12 |
| 2018    | Quentin Rew · Nova Zelândia | 1:21:55 | Dane Bird-Smith · Austrália     | 1:22:18 | Michael Hosking · Austrália | 1:23:10 |

1.): Em 2012, Iñaki Gomez, do Canadá, ficou em 3º com 1:24:46, e Evan Dunfee também do Canadá, em 4º com 1:25:17

### Feminino sênior (20 km)
| Ano            | Ouro                       | Ouro    | Prata                          | Prata   | Bronze                      | Bronze  |
| -------------- | -------------------------- | ------- | ------------------------------ | ------- | --------------------------- | ------- |
| 2011           | Claire Tallent · Austrália | 1:33:38 | Regan Lamble · Austrália       | 1:35:08 | Nicole Fagan · Austrália    | 1:35:55 |
| 20121.)        | Claire Tallent · Austrália | 1:32:58 | Regan Lamble · Austrália       | 1:36:52 | Beki Lee · Austrália        | 1:39:16 |
| 2013           | Tanya Holliday · Austrália | 1:34:32 | Cheryl Webb · Austrália        | 1:35:46 | Rachel Tallent · Austrália  | 1:36:50 |
| 2014           | Kelly Ruddick · Austrália  | 1:34:44 | Stephanie Stigwood · Austrália | 1:37:39 | Rachel Tallent · Austrália  | 1:38:38 |
| 2015           | Tanya Holliday · Austrália | 1:34:05 | Beki Lee · Austrália           | 1:34:35 | Rachel Tallent · Austrália  | 1:35:03 |
| 2016           | Rachel Tallent · Austrália | 1:31:33 | Tanya Holliday · Austrália     | 1:32:15 | Beki Smith · Austrália      | 1:32:49 |
| 2017 </ref>2.) | Regan Lamble · Austrália   | 1:29:58 | Beki Smith · Austrália         | 1:31:23 | Jessica Pickles · Austrália | 1:37:56 |
| 2018           | Beki Smith · Austrália     | 1:31:23 | Jemima Montag · Austrália      | 1:31:26 | Claire Tallent · Austrália  | 1:31:29 |

1.): Em 2012, Zuzana Schindlerová, da República Tcheca, ficou em 3º  com 1:37:34. 

2.):  Em 2017, Brigita Virbalyte-Dimšie, da Lituânia, foi a 2º com 1:30:55.

### Masculino júnior (10 km)
| Ano              | Ouro                        | Ouro  | Prata                    | Prata | Bronze                     | Bronze |
| ---------------- | --------------------------- | ----- | ------------------------ | ----- | -------------------------- | ------ |
| 2011 (Exposição) | Dane Bird-Smith · Austrália | 40:56 | Brad Aiton · Austrália   | 44:09 | Nicholas Dewar · Austrália | 45:09  |
| 2012             | Blake Steele · Austrália    | 43:46 | Nathan Brill · Austrália | 46:02 | Jesse Osborne · Austrália  | 47:12  |
| 2013             | Brad Aiton · Austrália      | 43:27 | Nathan Brill · Austrália | 43:46 | Harry Bates · Austrália    | 47:46  |
| 2014             | Jesse Osborne · Austrália   | 41:27 | Nathan Brill · Austrália | 42:46 | Tyler Jones · Austrália    | 45:39  |
| 2015             | Tyler Jones · Austrália     | 44:08 | Kyle Swan · Austrália    | 44:20 | Adam Garganis · Austrália  | 46:18  |
| 2016             | Tyler Jones · Austrália     | 42:22 | Kyle Swan · Austrália    | 42:48 | Adam Garganis · Austrália  | 42:53  |

### Feminino júnior (10 km)
| Ano                  | Ouro                        | Ouro  | Prata                        | Prata | Bronze                             | Bronze |
| -------------------- | --------------------------- | ----- | ---------------------------- | ----- | ---------------------------------- | ------ |
| 2011 (Exposição) 1.) | Rachel Tallent · Austrália  | 48:40 | Beth Alexander · Austrália   | 49:48 | Amelia Finnegan · Austrália        | 54:33  |
| 2012                 | Rachel Tallent · Austrália  | 49:28 | Jessica Pickles · Austrália  | 52:45 | Shannon Jennings · Austrália       | 54:25  |
| 2013                 | Jessica Pickles · Austrália | 49:34 | Kirsty Klein · Austrália     | 49:57 | Amy Bettiol · Austrália            | 51:49  |
| 2014                 | Jemima Montag · Austrália   | 47:00 | Clara Smith · Austrália      | 48:17 | Jasmine Dighton · Austrália        | 49:11  |
| 2015                 | Danielle Walsh · Austrália  | 53:32 | Stephanie George · Austrália | 53:40 | Anna Cross · Austrália             | 54:46  |
| 2016                 | Zoe Hunt · Austrália        | 46:29 | Clara Smith · Austrália      | 46:42 | Tayla-Paige Billington · Austrália | 47:25  |

1.): Em 2011, Lauren Whelan, do Reino Unido, ficou em 3º com 51:15.

## Competições
- Campeonato da Oceania de Atletismo
- Campeonato da Oceania Sub-20 de Atletismo
- Campeonato da Oceania Sub-18 de Atletismo
- Campeonato da Oceania de Eventos Combinados
- Campeonato da Oceania de Corta-Mato
- Campeonato da Oceania de Maratona e Meia Maratona

Além disso, são realizados os seguintes campeonatos regionais:
- Campeonato da Melanésia
- Campeonato da Micronésia
- Campeonato da Polinésia